# Ichhutherium
Ichhutherium è un genere estinto di Mesotheriidae, un gruppo di mammiferi notoungulati simili ai roditori, vissuto nel Miocene inferiore in Sudamerica. L'unica specie nota è I. wayra.

## Descrizione
Ichhutherium è noto per un esemplare fossile (MHAS 161) rinvenuto nella Puna della Provincia di Catamarca, in Argentina, e rappresenta il ritrovamento più settentrionale di mesoteriide nel Paese e il primo fossile proveniente dalla Formazione Potrero Grande, datata a circa 18 milioni di anni fa (Burdigaliano, Miocene inferiore).
L’esemplare fossile è costituito da un palato quasi completo con la dentatura compresa tra il secondo premolare e il terzo molare, e presenta caratteristiche uniche, tra cui premolari radicati, un secondo premolare sviluppato, fossette smaltate e una scanalatura linguale nel terzo lobo di tutti e tre i molari. L’analisi comparativa e filogenetica, basata su metodi descrittivi, metrici e di morfometria geometrica, ha evidenziato una combinazione di tratti ancestrali e derivati, con una massa corporea stimata tra 7,16 e 15,34 kg.

## Classificazione
Sulla base delle analisi filogenetiche, Ichhutherium wayra è stato identificato come il più antico membro divergente della sottofamiglia Mesotheriinae, all'interno della famiglia Mesotheriidae. Ciò suggerisce che Ichhutherium rappresenti una delle prime radiazioni evolutive del gruppo.
La scoperta di Ichhutherium ha riaperto il dibattito sugli stadi ontogenetici e sullo sviluppo dei tratti morfologici all'interno della famiglia Mesotheriidae, fornendo nuove informazioni sull’evoluzione dei mesoteriini durante il Miocene inferiore in Sud America.